# Mara Hörner
Mara Hörner (* 4. September 1980 in Karlsdorf-Neuthard) ist eine deutsche Sachbuchautorin und Bloggerin.

## Leben
Hörner wuchs in Karlsdorf-Neuthard auf und arbeitete als Rechtsanwältin.
Hörner erstellt Kochrezepte für verschiedene Zeitschriften, Bücher und Lebensmittelmarken. Außerdem veröffentlichte sie Kochbücher mit Rezepten und schreibt seit 2013 den Food-Blog Life is Full of Goodies (deutsch: das Leben ist voll von Leckereien). 2014 gewann Hörner den ersten Platz der Vox-Sendung Das perfekte Dinner. 2017 präsentierte sie in dem SWR-Format Kaffee oder Tee eine weihnachtliche Schoko-Mascarpone Creme als Dessert. 2019 zeigte sie im Tigerenten Club der ARD die Zubereitung von Snacks aus wenigen Zutaten.
Hörner lebt in der Nähe von Karlsruhe und Heidelberg.

## Werke (Auswahl)
- Mara’s sweet goodies. Hoffmann, Gernlinden 2015, ISBN 978-3-942659-41-3.
- Back Challenge: eine Zutat, zwei Kreationen. EMF, München 2016, ISBN 978-3-86355-548-1.
- Balanced baking: 60 Rezepte ohne weißen Zucker, Weizenmehl und Butter. EMF, München 2018, ISBN 978-3-86355-955-7.
- Pretty baking: unglaublich schön, genial einfach, unfassbar lecker. Gräfe und Unzer, München 2022, ISBN 978-3-7423-1029-3.
- Mein Plätzchenbuch. Eigenverlag, Karlsdorf 2023, ISBN 978-3-00-075844-7.